# 기동전함 나데시코 - The Prince of Darkness
《나데시코 더 무비: 더 프린스 오브 다크니스》(機動戦艦ナデシコ -The prince of darkness-, Martian Successor Nadesico: The Motion Picture - Prince Of Darkness)는 일본에서 제작된 사토 타츠오 감독의 1998년 애니메이션, SF, 코미디 영화이다. 기동전함 나데시코의 시퀄이다. 미나미 오미 등이 주연으로 출연하였다.

## 출연

### 주연
- 미나미 오미
- 우에다 유지